# احتلوا البحرين
احتلوا البحرين هي حركة احتجاجية سلمية تطالب بانتشار الديموقراطية في نظام البحرين السياسي، وهي جزء من حركة احتلوا والانتفاضة البحرينية 2011-2012, الذي يشكّل جزءاً من الثورات العربية. على الرغم من وجود الحركة الناشط في مجال الإعلام الاجتماعي, مثلاً في موقع تويتر وفيس بوك فإنها قد شهدت عدم الانتباه من قبل وسائل الإعلام، والاستثناءات نادرة. مع ذلك، فبعض الفيديوهات المنشورة في موقع يوتوب التي يقال فيها إنها تابعة لحركة احتلوا البحرين، والفيديوها عن قمع فظيع مارستها قوات الأمن البحرينية وعن التظاهر السلمي يوم 9 مارس 2012 قد انتشرة على مواقع الإعلام الاجتماعي وعلى المدونات.